# Лонг, Джон Дэвис
Джон Дэвис Лонг (англ. John Davis Long; 27 октября 1838, Бакфилд, штат Мэн, США — 28 августа 1915, Хингем, штат Массачусетс, США) — американский государственный деятель. При президентах Мак-Кинли и Теодоре Рузвельте занимал пост министра военно-морских сил США (1897—1902).

## Биография

### Ранние годы. Работа в Конгрессе
Получил имя в честь губернатора Массачусетса Джона Дэвиса, двоюродного брата его деда по материнской линии.
В 1857 году окончил Гарвардский университет, состоял в студенческих братствах Phi Beta Kappa и Delta Kappa Epsilon (ΔΚΕ).
После двух лет работы директором Вестфордской академии в штате Массачусетс, продолжил обучения на юридическим факультете Гарвардского университета, став в 1961 году членом коллегии адвокатов штата Массачусетс. Занимался юридической практикой, сначала безуспешно в Бакфилде, а затем — в Бостоне, и был активным участником ополчения штата во время Гражданской войны в США. В 1869 году он переехал в Хингхэм, штат Массачусетс, а в следующем году женился на Мэри Вудфорд Гловер из Хингхема. У пары было две дочери.
Начал свою политическую карьеру на местном уровне в Хингеме в 1870 году, через год он поддержал реформистского республиканца Бенджамина Батлера на пост губернатора, затем дважды неудачно пытался баллотироваться в Палату представителей штата Массачусетс, был избран в 1874 году, в 1876 году был назначен на пост спикера. Примкнул к республиканской фракции «полукровок».
В 1878 году баллотировался на пост губернатора Массачусетса, но проиграл действующему главе штата Александру Райсу для назначения губернатора. После его ухода в отставку через год в 1879 году был избран вице-губернатором. В 1880—1883 годах — губернатор Массачусетса. На этом посту провел ряд осторожных реформ. В частности, некоторое расширение избирательных прав женщин (ограничивалось голосованием за школьные комитеты) и предоставление женщинам возможности участвовать в государственных советах. Большинство из его инициатив не были осуществлены во время его пребывания в должности, хотя часть была реализована последующими губернаторами.
В 1882—1889 годах — член Палаты представителей Конгресса США от Массачусетса. В 1888 году решил не баллотироваться на новый срок в Конгрессе и последующие восемь лет посвятил частной юридической практике. С 1889 по 1897 год входил в состав комитета по надзору за расширением полномочий представительных органов штата Массачусетс.

### На посту министра ВМС США
В период работы в американском Конгрессе он стал близким другом Уильяма МакКинли, который в 1896 г. был избран президентом США. Из нескольких предложенных постов в его администрации он выбрал должность министра военно-морских сил. Это назначение вызвало недовольство давнего противника Лонга — многолетнего сенатора от Массачусетса Генри Лоджа, которому удалось обеспечить назначение на пост заместителям министра Теодора Рузвельта. Отношения между министром и его заместителем быстро переросли в конфликт: в дополнение к личностным различиям Рузвельт выдвинул идею агрессивной модернизации и расширения военно-морского флота против более проработанного и консервативного подхода Лонга. В целом позиция министра соответствовала принципам мирного развития страны, которых придерживался Маккинли.
Администрация Маккинли не проводила модернизации флота, поскольку не готовилась к войне с Испанией за ее колонии. Формированию общественного мнения в пользу войны способствовал взрыв в Гаване крейсера USS Maine (ACR-1). С началом Испано-американской войны (1898) Рузвельт подал в отставку, что на тот момент считалось безрассудным шагом, но впоследствии послужило на пользу развитию его карьеры. Тем временем министр приказал адмиралу Дьюи нейтрализовать испанский флот на Филиппинах, захватить испанский Гуам, также была начата блокада и наступательная операция против испанского контингента на Кубе. Часть военных кораблей была направлена к берегам самой Испании, чтобы побудить противника отозвать флот, предназначенный для защиты Филиппин. 
Под давлением военных в марте 1900 г. он был вынужден поцедит на создание Совета — постоянного консультативного штаба, призванного координировать работу Управления военно-морской разведки, Военно-морских училищ и руководства флота по разработке военных планов и надлежащей подготовке, планированию и развертыванию военно-морских сил. Выступал за создание базы ВМС на Филиппинах, но финансирование этого проекта было приостановлено Конгрессом.
На съезде Республиканской партии в 1900 г. делегатами от штата Массачусетс был номинирован на пост вице-президента (при этом считался личным фаворитом Уильяма Маккинли). Однако партийные лидеры возражали против него, основываясь на территориальном принципе. В результате официальным кандидатом стал Теодор Рузвельт.
В мае 1902 г.)через несколько месяцев после убийства Маккинли в сентябре 1901 г.) он подал в отставку. В качестве причин называют, во-первых, противоречия с президентом Рузвельтом по вопросам развития военно-морского флота, глава государства отменял решения министра и принимал собственные, во-вторых, результаты расследования действий адмирала Уинфилда Скотта Шли в ходе битвы при Сантьяго-де-Куба, приведшие к серьезной критике роли министра в войне. Кроме того, был и личный мотив, поскольку в октябре 1901 г. умерла одна из его дочерей.
Вернувшись в Массачусетс, он возобновил юридическую практику и по-прежнему интересовался партийной политикой, в 1902—1903 годах возглавлял региональное отделение Республиканской партии. Входил в состав советов директоров ряда компаний и был президентом Пуританской трастовой компании. 

## Дополнительные факты
В 1878 году он выпустил стихотворный перевод «Энеиды» Вергилия. В 1903 году опубликовал монографию «Новый американский флот», историю испано-американской войны и развития флота в этот период.
Среди его деятельности в сфере благотворительности можно выделить участие в финансировании проекта публичной библиотеки в Бакфилде (1900), которая впоследствии получила название публичной библиотеки Задока (Zadoc Long Free Library). 
В его честь был назван эсминец класса Клемсона военно-морского флота США USS Long.